# Айн Темушент (област)
Айн Темушент (на арабски: ولاية عين تموشنت) е област на Алжир. Населението ѝ е 371 239 жители (по данни от април 2008 г.), а площта 4897 кв. км. Намира се в часова зона UTC+01. Телефонният ѝ код е +213 (0) 43. Административен център е Айн Темушент.